# Tony Bevan (Maler)
Tony Bevan (* 1951 in Bradford, England) ist ein zeitgenössischer figurativer Maler. Er lebt und arbeitet in London. 

„Zentraler Bildgegenstand ist der dem Betrachter schutzlos ausgelieferte Mensch – nicht Individuum, sondern verallgemeinerter Typus – […]. Charakteristische Bildmittel sind der schwarze Kontur und die betont herausgearbeitete Struktur von Adern und Haaren sowie in dichten Flecken dick aufgetragenes Pigment, die der Verfremdung und Abgrenzung von der Realität dienen.“

## Ausbildung
- 1968–71 Bradford School of Art.
- 1971–74 Goldsmiths, University of London.
- 1974–76 Slade School of Fine Art, London.

## Öffentliche Sammlungen
- Bayerische Staatsgemäldesammlungen, München
- Kunsthalle zu Kiel
- Theo Wormland-Stiftung, München